# Let the Music Do the Talking
Let the Music Do the Talking är en låt som först spelades in av The Joe Perry Project och spelades senare in av Aerosmith skriven av Joe Perry. Låten släpptes först på "The Joe Perry Project"-skivan Let the Music Do the Talking från 1980 efter att "Joe Perry" lämnat gruppen Aerosmith och släpptes senare på Aerosmith-skivan Done with Mirrors från 1985 då Joe Perry och Brad Whitford hade gjort comeback. De övriga medlemmarna i bandet tyckte att han hade fått ett bra resultat med låten och ville ha med den på albumet. På den versionen ändrade sångaren Steven Tyler texten.